# Prague Open 2020 - Doppio
Anna Kalinskaja e Viktória Kužmová erano le detentrici del titolo, ma non hanno preso parte a questa edizione del torneo.
In finale Lucie Hradecká e Kristýna Plíšková hanno sconfitto Monica Niculescu e Raluca Olaru con il punteggio di 6-2, 6-2.

## Teste di serie
1. Barbora Krejčíková /  Kateřina Siniaková (semifinale)
2. Lucie Hradecká /  Kristýna Plíšková (campionesse)

1. Ellen Perez /  Storm Sanders (primo turno)
2. Monica Niculescu /  Raluca Olaru (finale)

## Wildcard
1. Miriam Kolodziejová /  Jesika Malečková (primo turno)

1. Linda Fruhvirtová /  Darja Viďmanová (primo turno)

## Tabellone

### Legenda
| - Q = Qualificato - WC = Wild card - LL = Lucky loser | - ALT = Alternate - SE = Special Exempt - PR = Protected Ranking | - w/o = Walkover - r = Ritirato - d = Squalificato |

|  | Primo turno                   | Primo turno                   | Primo turno               | Primo turno           | Primo turno |  |  | Quarti di finale           | Quarti di finale              | Quarti di finale              | Quarti di finale       | Quarti di finale |   |      | Semifinali | Semifinali               | Semifinali          | Semifinali             | Semifinali             |   |   | Finale | Finale | Finale | Finale | Finale |  |
|  |                               |                               |                           |                       |             |  |  |                            |                               |                               |                        |                  |   |      |            |                          |                     |                        |                        |   |   |        |        |        |        |        |  |
|  | 1                             | B Krejčíková K Siniaková      | 6                         | 3                     | [10]        |  |  |                            |                               |                               |                        |                  |   |      |            |                          |                     |                        |                        |   |   |        |        |        |        |        |  |
|  |                               | A-L Friedsam LI Paar          | 4                         | 6                     | [4]         |  |  | 1                          | B Krejčíková K Siniaková      | B Krejčíková K Siniaková      | 6                      | 7                |   |      |            |                          |                     |                        |                        |   |   |        |        |        |        |        |  |
|  | S Halep B Strýcová            | S Halep B Strýcová            | 3                         | 6                     | [8]         |  |  |                            | V Kudermetova A Pavljučenkova | V Kudermetova A Pavljučenkova | 1                      | 6(1)             |   |      |            |                          |                     |                        |                        |   |   |        |        |        |        |        |  |
|  | V Kudermetova A Pavljučenkova | V Kudermetova A Pavljučenkova | 6                         | 3                     | [10]        |  |  |                            |                               |                               |                        |                  |   |      | 1          | B Krejčíková K Siniaková | 64                  | 7                      | [5]                    |   |   |        |        |        |        |        |  |
|  | 4                             | M Niculescu R Olaru           | 1                         | 6                     | [12]        |  |  |                            |                               | 4                             | M Niculescu R Olaru    | 7                | 5 | [10] |            |                          |                     |                        |                        |   |   |        |        |        |        |        |  |
|  |                               | U Eikeri E Lechemia           | 6                         | 3                     | [10]        |  |  | 4                          | M Niculescu R Olaru           | M Niculescu R Olaru           | 6                      | 6                |   |      |            |                          |                     |                        |                        |   |   |        |        |        |        |        |  |
|  | L Marozava Y Sizikova         | L Marozava Y Sizikova         | L Marozava Y Sizikova     | L Marozava Y Sizikova | w/o         |  |  |                            | L Marozava Y Sizikova         | L Marozava Y Sizikova         | 2                      | 1                |   |      |            |                          |                     |                        |                        |   |   |        |        |        |        |        |  |
|  | A Bogdan PM Țig               | A Bogdan PM Țig               | A Bogdan PM Țig           | A Bogdan PM Țig       |             |  |  |                            |                               |                               |                        |                  |   |      | 4          | M Niculescu R Olaru      | M Niculescu R Olaru | 2                      | 2                      |   |   |        |        |        |        |        |  |
|  | WC                            | M Kolodziejová J Malečková    | 1                         | 6                     | [4]         |  |  |                            |                               |                               |                        |                  |   |      |            |                          | 2                   | L Hradecká Kr Plíšková | L Hradecká Kr Plíšková | 6 | 6 |        |        |        |        |        |  |
|  |                               | R van der Hoek Y Wickmayer    | 6                         | 1                     | [10]        |  |  | R van der Hoek Y Wickmayer | R van der Hoek Y Wickmayer    | R van der Hoek Y Wickmayer    | 4                      | 2                |   |      |            |                          |                     |                        |                        |   |   |        |        |        |        |        |  |
|  |                               | A Rus T Zidanšek              | A Rus T Zidanšek          | 6                     | 6           |  |  | A Rus T Zidanšek           | A Rus T Zidanšek              | A Rus T Zidanšek              | 6                      | 6                |   |      |            |                          |                     |                        |                        |   |   |        |        |        |        |        |  |
|  | 3                             | E Perez S Sanders             | E Perez S Sanders         | 3                     | 2           |  |  |                            |                               |                               |                        |                  |   |      |            | A Rus T Zidanšek         | 3                   | 6                      | [4]                    |   |   |        |        |        |        |        |  |
|  | WC                            | L Fruhvirtová D Viďmanová     | L Fruhvirtová D Viďmanová | 5                     | 2           |  |  |                            |                               | 2                             | L Hradecká Kr Plíšková | 6                | 3 | [10] |            |                          |                     |                        |                        |   |   |        |        |        |        |        |  |
|  |                               | C Lister R Voráčová           | C Lister R Voráčová       | 7                     | 6           |  |  |                            | C Lister R Voráčová           | C Lister R Voráčová           | 3                      | 4                |   |      |            |                          |                     |                        |                        |   |   |        |        |        |        |        |  |
|  |                               | T Morderger Y Morderger       | T Morderger Y Morderger   | 1                     | 3           |  |  | 2                          | L Hradecká Kr Plíšková        | L Hradecká Kr Plíšková        | 6                      | 6                |   |      |            |                          |                     |                        |                        |   |   |        |        |        |        |        |  |
|  | 2                             | L Hradecká Kr Plíšková        | L Hradecká Kr Plíšková    | 6                     | 6           |  |  |                            |                               |                               |                        |                  |   |      |            |                          |                     |                        |                        |   |   |        |        |        |        |        |  |